# Seyitaliköyü, İnönü
Seyitaliköyü là một xã thuộc huyện İnönü, tỉnh Eskişehir, Thổ Nhĩ Kỳ. Dân số thời điểm năm 2011 là 72 người.